# Sebastian Horsley
Sebastian Horsley (8 de Agosto 1962 - 17 de Junho de 2010) foi um escritor britânico.
Escritor polêmico, viciado em drogas e defensor da prostituição. Em 1983, Horsley casou-se com Evlynn Smith, a filha de um pintor escocês, da qual se separou em 1990. 
Em agosto de 2000 viajou para as Filipinas para experimentar uma crucificação. Em 2007 publicou uma autobiografia, Dandy in the Underworld (ISBN 1841157546). Morreu de overdose.